# Tobias Brocher

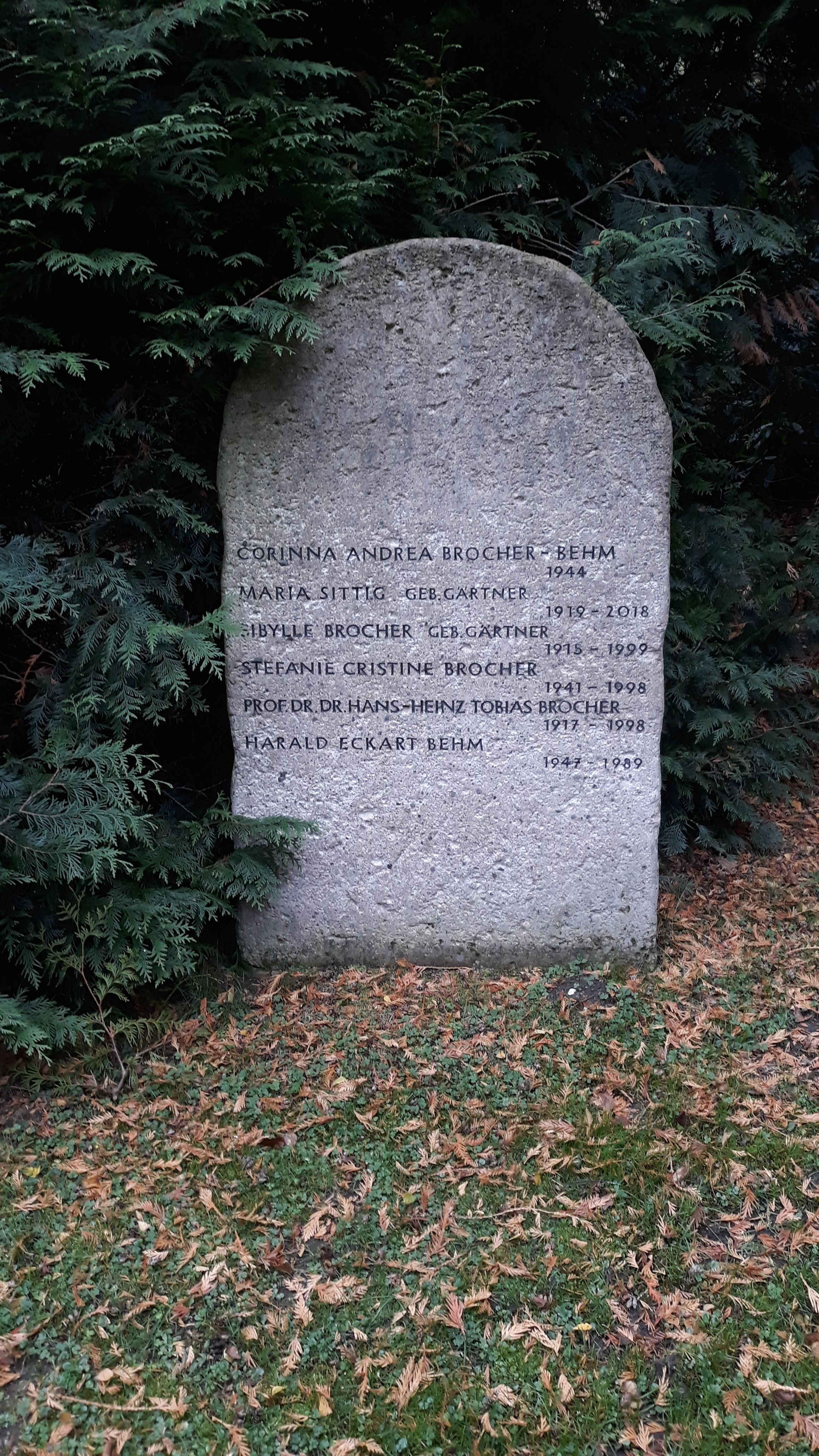
Das Grab von Tobias Brocher im Familiengrab auf dem Friedhof Ohlsdorf in Hamburg.

Hans-Heinz Tobias Brocher (* 21. April 1917 in Danzig; † 30. Oktober 1998 in München) war ein deutscher Psychiater, Psychoanalytiker und Sozialpsychologe. Er erweiterte die Psychoanalyse um den sozialpsychologischen Aspekt, wandte sich als einer der ersten Analytiker der Gruppentherapie zu und hat die Zeitschrift „Gruppendynamik“ mitbegründet.

## Leben
Brocher studierte in Berlin Psychologie, Pädagogik, Medizin und Philosophie und schloss sein Studium 1942 mit Staatsexamen und Promotion zum Dr. med. ab. Danach absolvierte er eine psychoanalytische Weiterbildung. Nach dem Zweiten Weltkrieg eröffnete er in Ulm eine psychoanalytische Privatpraxis und gründete dort 1954 eine damals weithin beachtete „Elternschule“ (eine Familien- und Elternberatung),  die er bis 1962 leitete.
1949 gründete Brocher zusammen mit Viktor von Weizsäcker, Wilhelm Bitter und Alexander Mitscherlich die Deutsche Gesellschaft für Psychotherapie und Tiefenpsychologie (DGPT; heute: Deutsche Gesellschaft für Psychoanalyse, Psychotherapie, Psychosomatik und Tiefenpsychologie e.V.), deren Vorsitzender er von 1964 bis 1968 war. 1956 wurde Brocher Vorsitzender des Instituts für Psychotherapie und Tiefenpsychologie in Stuttgart. 1963 organisierte er zusammen mit Donald Nylen das erste gruppendynamische Seminar („Schliersee-Seminar“ für Lehrer) in Deutschland.
Von 1962 bis 1970 war Brocher Professor für Sozialpsychologie an der Johann Wolfgang Goethe-Universität in Frankfurt am Main und Gastdozent an der University of Pittsburgh, USA. Gleichfalls ab 1962 leitete er als stellvertretender Direktor die sozialpsychologische Abteilung des Sigmund-Freud-Instituts in Frankfurt am Main. Nachdem Brocher bereits Lehraufträge an der Justus-Liebig-Universität Gießen versehen hatte, wurde er 1970 an die dortige Philosophische Fakultät (später Fachbereich Gesellschaftswissenschaften) auf den Lehrstuhl für Sexualwissenschaft berufen. Ende 1974 verließ er Gießen Richtung USA. Er lehrte und forschte bei der Menninger Foundation, einer Stiftung in Topeka (Kansas), die medizinische Einrichtungen betreibt.
Brocher war auch 40 Jahre lang in Rundfunk und Fernsehen aktiv. Bereits 1958 machte er ein zehnminütiges psychologisches Experiment in der Abendschau.
1969 sendeten Dritte Programme seine zwölfteilige „Einführung in die Psychologie des Alltags“ Das unbekannte ich, die auch als Begleitbuch in der Reihe rororo tele erschien. 1972 moderierte er eine 4-teilige Nachschau mit den jugendlichen Teilnehmern des TV-Literaturwettbewerbs Schreib ein Stück im ersten Programm. 1977 brachte Südwest 3 zum Sendeschluss die Reihe Auf ein Wort. Fünf Minuten mit Tobias Brocher.
Bis 1996 beriet er über 10 Jahre lang abwechselnd mit der Psychotherapeutin Gertrud Wendl-Kempmann und den Theologen Waldemar Pisarski und Josef Obermaier in der Sendung Von Mensch zu Mensch samstags um 22 Uhr in Bayern 2 Anrufer in Lebenskrisen. Im Januar 1999 erschien posthum ein 45-minütiges Gespräch in der Tele-Akademie zum Thema „Verständigung zwischen den Generationen – Möglichkeiten des Dialogs und der Annäherung trotz unterschiedlicher Wertvorstellungen“.
Teile seines Buches Von der Schwierigkeit zu lieben wurden von Heinz Körner in seinem Bestseller Johannes zitiert.

## Werke (Auswahl)
- Hans-Heinz Brocher: Das Aufhellungspräparat: Über die Methoden der Aufhellung von Operationspräparaten. 1942 (Dissertation, Universität Berlin, 20. Juli 1942).
- Eine kleine Elternschule. Klett, Stuttgart 1962.
- mit Armand Mergen, Hans Bolewski und Herbert Ernst Müller: Plädoyer für die Abschaffung des § 175 (edition suhrkamp, 175). Suhrkamp, Frankfurt am Main 1966.
- Gruppendynamik und Erwachsenenbildung. Zum Problem der Entwicklung von Konformismus oder Autonomie in Arbeitsgruppen. Westermann, Braunschweig 1967.
- Das unbekannte Ich. Eine Einführung in die Psychologie des Alltags (= rororo tele. Band 9). Rowohlt, Reinbek bei Hamburg 1969, ISBN 3-499-60009-9.
- Von der Schwierigkeit zu lieben. Kreuz, Stuttgart 1975, ISBN 3-7831-0465-3.
- Stufen des Lebens. Kreuz, Stuttgart 1977, ISBN 3-7831-0503-X.
- Wenn Kinder trauern. Rowohlt, Reinbek bei Hamburg 1985, ISBN 3-499-17950-4.
- Gruppenberatung und Gruppendynamik. Rosenberger Fachverlag, Leonberg 1999, ISBN 3-931085-23-6.